# Star Trek Generations
Star Trek: Generations är en amerikansk science fiction-film som hade biopremiär i USA den 18 november 1994. Det är den första långfilmen baserad på TV-serien Star Trek: The Next Generation. Den är regisserad av David Carson, och Patrick Stewart, Jonathan Frakes, Brent Spiner och många andra repriserar sina roller från TV-serien.

## Handling
År 2293, under provflygningen av senaste Enterprisemodellen, Enterprise B, är de numera berömda utforskarna Kirk, Scotty och Chekov högtidsgäster för att bevittna hennes jungfrufärd men snart mottar de en nödsignal från två andra skepp som fastnat i ett energiband. Enterprise B är dock inte färdigt och blir skadat av de gravimetriska förändringarna. Kirk tvingas rädda skeppen och en stor grupp El-Aurianer, däribland Guinan, men till priset av sitt eget liv.
Decennier senare, år 2371, får Jean-Luc Picard ett hemligt meddelande på Enterprise D som förändrar hans humör. Vad det är får det dock vänta i och med att Argosa-observatoriet blir anfallet. Det visar sig att romulanerna låg bakom anfallet, men besättningen lyckas rädda en överlevare, Dr Soran. Samtidigt funderar Data att sätta in det känslochip som hans skapare gjorde åt honom, eftersom han fortfarande inte förstår ett så grundläggande koncept som humor. Soran vill återvända till observatoriet för att slutföra ett experiment. Besättningen på Enterprise D upptäcker att romulanerna var ute efter trilithium, för att kunna spränga upp en hel stjärna. När Data och La Forge åker till observatoriet för att hitta rester av trilithium uppträder Data konstigt på grund av känslochippet, vilket förvärras när Soran attackerar dem. På Enterprise D avslöjar Picard för Troi att hans enda återstående familj har dött i en brand. Deras samtal blir avbrutet när paret ser hur en raket skickas från Amargosa-observatoriet och spränger stjärnan. Soran kidnappar La Forge och strålar ombord ett väntande klingonskepp. Dr Soran har samarbetat med Lursa och B'Etor som stulit trilithiumet från romulanerna för att kunna få herravälde över det klingonska imperiet, och de sätter fart mot det veridianska solsystemet, där nästa del i Dr Sorans plan äger rum. 
Picards team listar ut, med Guinans hjälp, att Soran försöker komma tillbaka till vad som kallas Nexus, det energiband som närapå slet isär Enterprise B. Sorans misslyckade försök tidigare tyder på att det inte går att flyga in i energibandet, men genom att förstöra Amargosa-stjärnan har Soran förändrat energibandets väg, så att det nu kommer att ta vägen genom en planet i det veridianska solsystemet. Dock behöver Soran nu även spränga den veridianska stjärnan, vilket skulle döda de 230 000 000 personer som bor på en av de andra planeterna i solsystemet.
Lursa och B'Etor genomför ett byte mellan La Forge och Picard. La Forge förs till Enterprise D. Dock är hans visir övervakat. Picard skickas till Sorans planet, där han försöker stoppa Dr Soran från att beskjuta stjärnan. När han misslyckas och Enterprise D blir totalförstört, hamnar både Soran och Picard i Nexus. Guinan, som för alltid delvis kommer att existera i Nexus, för samman Picard med en annan person i Nexus, kapten Kirk, som kanske kan hjälpa till att stoppa Soran, eftersom de kan lämna Nexus när de vill och hamna när och var de vill. Tillsammans anfaller de Soran strax innan han kan förstöra den veridianska stjärnan.

## Rollista (i urval)
| Patrick Stewart   | – Kapten Jean-Luc Picard           |
| Jonathan Frakes   | – Kommendörkapten William T. Riker |
| Brent Spiner      | – Örlogskapten Data                |
| LeVar Burton      | – Örlogskapten Geordi La Forge     |
| Michael Dorn      | – Örlogskapten Worf                |
| Gates McFadden    | – Dr. Beverly Crusher              |
| Marina Sirtis     | – Rådgivare Deanna Troi            |
| Malcolm McDowell  | – Dr. Tolian Soran                 |
| Barbara March     | – Lursa                            |
| Gwynyth Walsh     | – B'Etor                           |
| James Doohan      | – Kapten Montgomery Scott          |
| Walter Koenig     | – Kommendörkapten Pavel Chekov     |
| William Shatner   | – Kapten James T. Kirk             |
| Alan Ruck         | – Kapten John Harriman             |
| Brian Thompson    | – Klingonsk Rorgängare             |
| Jenette Goldstein | – Vetenskapsbefäl                  |
| Whoopi Goldberg   | – Guinan (ej krediterad)           |

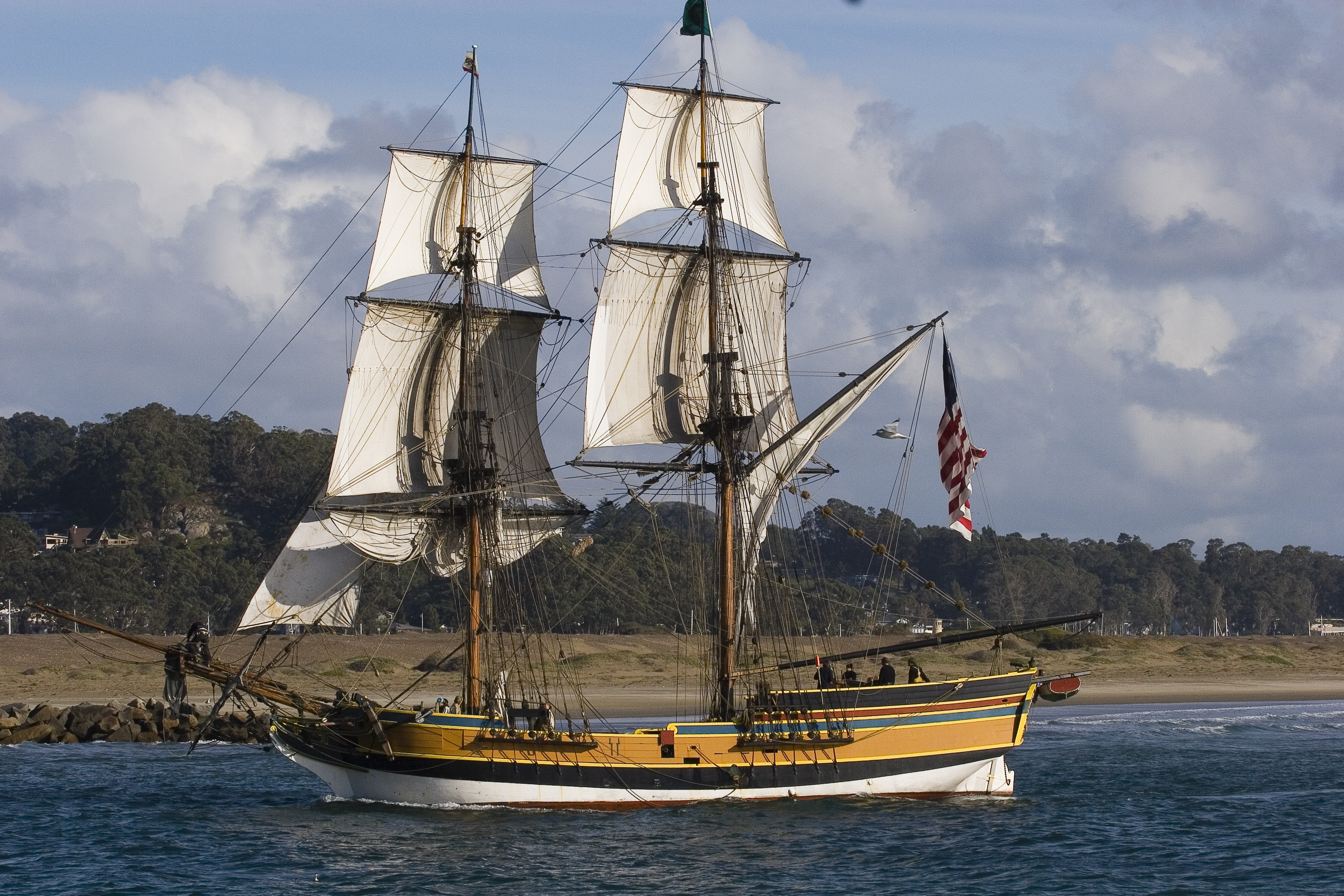
Fartyget Lady Washington användes vid inspelningen av holodäckscenen.

Flera bakgrundsroller i filmen medverkade i serien som flera olika rollfigurer. Tim Russ, som medverkar i filmen som en officer på Enterprise-B's brygga, spelade en terrorist i avsnittet "Starship Mine" och en klingon i "Invasive Procedures" (Deep Space Nine) och kom senare att spela en av huvudrollerna i Star Trek: Voyager som Tuvok.
Från början var det tänkt att samtliga av huvudrollerna i The Original Series skulle medverka i filmen, då de fanns med i den första versionen av manuset, men fick i slutändan endast tre av dem i filmen: William Shatner som kapten James T. Kirk, James Doohan som Montgomery Scott och Walter Koenig som Pavel Chekov. Leonard Nimoy och DeForest Kelley tackade båda nej till att medverka som Spock och Leonard McCoy. Nimoy (som även blev erbjuden att regissera filmen) tyckte att fanns historieproblem med manuset och att Spocks roll var ovidkommande. Han beskrev detta följande: "I said to everybody concerned [...] that if you took the dozen or so lines of Spock dialog and simply changed the name of the character, nobody would notice the difference." Nimoy och Kelley's repliker modifierades för Doohan och Koenig. I Scotty's fall skapade detta en skenbar avvikelse i kontinuiteten, i förhållande till Scotty's dialog i avsnittet "Relics" från Star Trek: The Next Generation. I avsnittet beskrevs det som att Scotty trodde att Kirk fortfarande var vid liv, trots det faktum att scenen utspelade sig efter det att han bevittnat Kirks synbara död i Star Trek Generations. Den officiella förklaringen för denna inkonsekvens var att Scotty var desorienterad i "Relics", som han nyligen hade återmaterialiserats efter 75 år i transportörstasis.

### Fotnoter
1. ↑  ”STAR TREK GENERATIONS (PG)”. British Board of Film Classification. 29 november 1994. http://www.bbfc.co.uk/releases/star-trek-generations-1970-4. Läst 22 maj 2013.
2. 1 2 3  ”Star Trek: Generations” (på engelska). Box Office Mojo. 18 november 1994. http://www.boxofficemojo.com/movies/?id=startrek7.htm. Läst 18 mars 2011.
3. ↑  Nemecek-318.
4. 1 2  Beeler, 17.
5. ↑  Beeler, 20.
6. ↑  ”Character Biography of Montgomery Scott”. StarTrek.com. http://www.startrek.com/database_article/scott. Läst 12 augusti 2011.